# Shirozuella poststigmaea
Shirozuella poststigmaea – gatunek chrząszcza z rodziny biedronkowatych i podrodziny Coccinellinae. Występuje w południowo-wschodniej części Chin.

## Taksonomia
Gatunek ten opisany został po raz pierwszy w 2019 roku przez Tong Junbo i Wang Xinminga na łamach „Zootaxa”, w publikacji współautorstwa Zhang Xiaoninga i Chen Xiaoshenga. Jako lokalizację typową autorzy wskazali Liuku na terenie chińskiej prowincji Junnan.

## Morfologia
Chrząszcz o podługowato-owalnym, słabo wysklepionym ciele długości od 1,5 do 2 mm i szerokości od 1 do 1,4 mm, z wierzchu porośniętym przerzedzonym owłosieniem. Głowa ma ubarwienie żółte do brązowego z ciemnobrązowymi głaszczkami szczękowymi. Czoło pokryte jest drobnymi i gęstymi punktami, z których wyrastają rozproszone, długie szczecinki. Przedplecze jest czarne, punktowane drobniej niż głowa. Trójkątna tarczka ma czarne ubarwienie. Pokrywy są czarne z parą żółtawobrązowych plamek w tylnej części, które to nie dochodzą do szwu ani wierzchołka. Punktowanie pokryw jest większe niż na przedpleczu. Spód ciała jest czarny z brązowymi podgięciami pokryw. Przedpiersie i śródpiersie (mezowentryt) są słabo szagrynowane i niewyraźnie punktowane. Odnóża są brązowe z żółtawymi goleniami i stopami. Linie zabiodrowe na pierwszym widocznym sternicie odwłoka (wentrycie) są kompletne i dochodzą prawie do krawędzi tylnej tegoż segmentu. Genitalia samca mają płat środkowy (ang. penis guide) w widoku brzusznym równoległoboczny, tylko w wierzchołkowej ćwiartce stopniowo zwężony ku tępemu szczytowi, w widoku bocznym zaś wąski, najszerszy u podstawy i stopniowo zwężony ku spiczastemu, zakrzywionemu szczytowi. Smukłe paramery są znacznie dłuższe od tegoż płata. Samo prącie jest dość krótkie i smukłe. Genitalia samicy mają 3,2 raza dłuższe niż szerokie i ku tępym szczytom zwężone gonokoksyty z wyraźnymi gonostylikami.

## Rozprzestrzenienie
Owad orientalny, endemiczny dla Chin, znany z miejsca typowego oraz gór Weibao i Wuliang w Junnanie.